# Rie Miyazawa
Rie Miyazawa (宮沢 りえ Miyazawa Rie?, nació el 6 de abril de 1973) es una actriz japonesa y exmodelo. Ella ha hecho modelaje glamour también, habiendo publicado cuatro álbumes de fotos. También es conocida como la exnovia del luchador de sumo Takanohana, a quien se dedicaba a los 2 meses, y por sus años de lucha contra la anorexia nerviosa.

## Filmografía
- Seven Days' War (1988)
- Docchini suruno (1989)
- Basara - The Princess Goh (1992)
- Erotic Liaisons (1992)
- Kin chan no Cinema Jack II : Light of Firefly (1994)
- 47 Ronin (1994)
- Tenshu monogatari (1995)
- Kita no Kuni kara: Himitsu (1995)
- Kita no Kuni kara: Jidai (1998)
- The Cabbie (2000)
- Peony Pavilion (2001)
- Free and Easy 12: Big Holiday Bonus Project (2001)
- The Hunchback of Notre Dame II (2002) - Voz
- Utsutsu (2002)
- The Twilight Samurai (2002)
- Kita no Kuni kara: Yuigon (2002)
- The Face of Jizo (2004)
- Tony Takitani (2004)
- Ashurajou no Hitomi (2005)
- The Book of the Dead (2005) - Voz
- Hana (2006)
- The Invitation from Cinema Orion (2007)
- Yume no Manimani (2008)
- Haha Shan no Komoriuta (2009)
- Gelatin Silver LOVE (2009)
- Oceans (2009) - Narración en la versión japonesa
- Pale Moon (2014) - (Premio Mejor Actriz en el Festival de Tokio)
- Toire no Pieta (2016)
- Her Love Boils Bathwater (2016)
- Asura (2025)[4][5]